# Голборн (Онтарио)
Голборн, англ. Goulbourn — бывший тауншип в канадской провинции Онтарио. С 2001 г. включён в состав города Оттава и является его юго-западной окраиной.
Голборн был основан в 1818 г. примерно в 20 км к юго-западу от центральной части Оттавы. Был назван в честь Генри Голборна, государственного вице-секретаря по вопросам войн и колоний Великобритании в 1812—1826 гг.
Первым крупным поселением в составе Голборна стал Ричмонд. Кроме него, в состав Голборна входили Ститсвилл, Манстер и Эштон.
Благодаря близости к научно-техническому городку Каната и автомагистрали Квинсуэй в настоящее время Ститсвилл — наиболее крупное поселениее в составе Голборна.
Согласно переписи населения 2001 года население Голборна составляло 23 604 человека. В 2006 году — 28 583 человек.